# Burg Laaber
Die Burg Laaber ist eine abgegangene Niederungsburg in Laaber unmittelbar westlich der Filialkirche St. Johannes Evangelist, der früheren Burgkapelle. Laaber ist heute ein Gemeindeteil des oberpfälzischen Gemeinde Pilsach im Landkreis Neumarkt in der Oberpfalz. „Archäologische Befunde der abgegangenen mittelalterlichen Burgruine in Laaber“ werden als Bodendenkmal unter der Aktennummer D-3-6635-0120 geführt.

## Geschichte

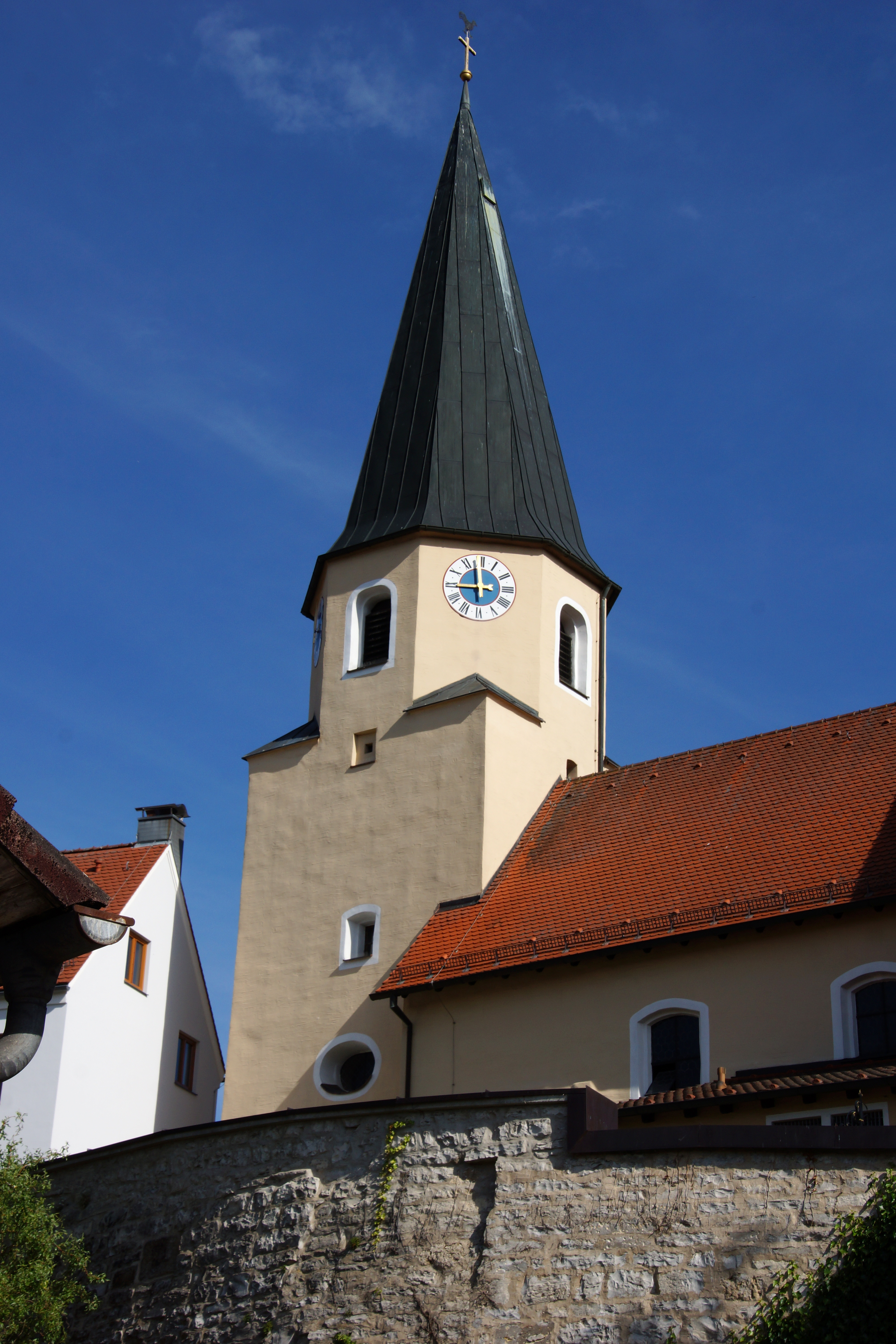
Filialkirche St. Johannes in Laaber

Die Burg war ein Ministerialensitz der Herren von Laaber; der adelige Besitz wird um 1200 erstmals als Reichsministerialenburg genannt. Laaber gehörte mit dem Hochgericht zum Schultheißenamt Neumarkt und zum Pflegamt Wolfstein. Ende des 18. Jahrhunderts wird hier ein Freiherr von Loefen genannt.

## Beschreibung
Die abgegangene Burg grenzt an die Filialkirche St. Johannes Evangelist mit Friedhof. Der romanische Chorturm der Kirche verweist auf deren frühe Entstehungszeit und frühere Funktion als Burgkapelle. Für den Bau der Friedhofsmauer wurden Buckelquader von der Reichsministerialenburg mitverwendet.